# Leut Magnetik (album)
Leut Magnetik je drugi album grupe Leut Magnetik, izdan 2005. godine.
Album se u potpunosti razlikuje od "B612", prvog albuma ovog sastava. Okrenuti više elektronskoj glazbi, na novom albumu je najpoznatija pjesma "Vecchia Cola" koju prati i video spot, koji im pomaže dokopati se nominacija na MTV awards-u 2005 u Lisabonu za Best Adria Act. 2006. godine album je nagrađen diskografskom nagradom Porin za najbolji album urbane klupske glazbe.